# Hi Infidelity
Albums de REO Speedwagon
Nine Lives
(1979) Good Trouble
(1982)
Singles
1. Keep On Loving You
Sortie : 4 novembre 1980
2. Take It on the Run
Sortie : janvier 1981
3. Don't Let Him Go
Sortie : 1981

Hi Infidelity est le neuvième album studio du groupe de rock américain REO Speedwagon. Sorti en novembre 1980, il se classe no 1 des ventes aux États-Unis pendant quinze semaines et devient l'album le plus vendu de l'année 1981 d'après le magazine Billboard. Deux des singles qui en sont extraits, Keep On Loving You et Take It on the Run, se classent dans le Top 5 américain (respectivement no 1 et no 5).

## Titres
Le titre de l'album, signifiant Haute Infidélité est typographié hi INfiDELITY et fait référence à l'infidélité conjugale et au Hi-fi.

### Face 1
1. Don't Let Him Go (Cronin) – 3:47
2. Keep On Loving You (Cronin) – 3:22
3. Follow My Heart (Kelly, Richrath) – 3:50
4. In Your Letter (Richrath) – 3:18
5. Take It on the Run (Richrath) – 4:01

### Face 2
1. Tough Guys (Cronin) – 3:51
2. Out of Season (Cronin, Kelly) – 3:07
3. Shakin' It Loose (Richrath) – 2:27
4. Someone Tonight (Hall) – 2:42
5. I Wish You Were There (Cronin) – 4:27

## Musiciens
- Kevin Cronin : chant, guitare rythmique, guitare acoustique, claviers
- Gary Richrath : guitare lead, guitare à douze cordes, chant
- Neal Doughty : claviers
- Bruce Hall : basse, chœurs
- Alan Gratzer : batterie, percussions, chœurs

## Certifications
| Pays                  | Certification |
| --------------------- | ------------- |
| Canada (Music Canada) | 5 × Platine   |
| États-Unis (RIAA)     | Diamant       |
| Royaume-Uni (BPI)     | Argent        |